# Медівник новогвінейський
Медівни́к новогвінейський (Philemon novaeguineae) — вид горобцеподібних птахів родини медолюбових (Meliphagidae). Мешкає на Новій Гвінеї та на сусідніх островах. Раніше вважався конспецифічним з рогодзьобим медівником.

## Підвиди
Виділяють п'ять підвидів:
- P. n. novaeguineae (Müller, S, 1842) — острови Західного Папуа, півострів Чендравасіх, південь і південний схід Нової Гвінеї;
- P. n. aruensis (Meyer, AB, 1884) — острови Ару;
- P. n. jobiensis (Meyer, AB, 1874) — острів Япен і північ Нової Гвінеї;
- P. n. subtuberosus Hartert, E, 1896 — острови Тробріана і острови Д'Антркасто;
- P. n. tagulanus Rothschild & Hartert, E, 1918 — острів Ванатінаї[en].

## Поширення і екологія
Новогвінейські медівники живуть в тропічних лісах.